# 地質標本館
地質標本館（ちしつひょうほんかん）は、茨城県つくば市東一丁目にある地球科学分野専門の博物館である。1980年より一般公開されている。

## 概要
2階建てとなっており、1階はエントランスホールと第1展示室と第4展示室、2階には第2展示室と第3展示室がある。常設展示と企画展示（特別展）があり、鉱物や化石の標本だけでなく、日本列島の地質的構造を含む地球科学全般と地球の歴史・メカニズム、人間との関わりについて、地質調査総合センター（旧地質調査所）の研究成果を含めて展示している。近隣にある「サイエンス・スクエア つくば」に比べるとやや大人向けの展示内容となっている。多くの展示にURLが書かれたQRコードがついており、スマートフォン等で説明を読みながら見学することができる。

## 展示内容
エントランスホールには地震計が設置してあり、その近くを歩くことで地面の振動をリアルタイムで測定、表示する体験ができる。またジオスライサーを使って得られた剥ぎ取り標本が展示してある。第1展示室では日本列島の立体地質図として、プロジェクションマッピングによる断層や火山の位置を見ることができる。他にも河川、物流拠点、道路網といった地形に関係の深い情報も選択表示可能である。これらは各地域の地質図の凡例を統一して作られた「20万分の1日本シームレス地質図V2」をもとに作成されている。第2展示室では海洋地質や海底地形についての展示を見学できる。第3展示室では大きな富士山の断面模型などを見ることができる他、高度な技術が必要な岩石薄片の作成手順をビデオで見ることができる。第4展示室では多くの鉱物と化石の標本コレクションが展示されている。

## 商品化とミュージアムショップ
エントランスホールにある小さなミュージアムショップでは、地質図やオリジナルマスキングテープなどが売られている。また、運営母体である地質調査総合センターの発信する情報を商品化したブランドが存在し、過去には「化石チョコレート」が産業技術総合研究所敷地内のファミリーマート、およびつくばエクスプレスのつくば駅にて販売されていた。2022年には地質標本館が監修した岩石薄片の偏光顕微鏡写真を使った壁紙が館内の一部に展示されている。

## その他
国立研究機関である産業技術総合研究所の敷地内にあり、自動車による来訪の際には研究所の守衛所にて受付が必要。休館日は毎週月曜と年末年始であり、入館料は無料。年に数回、一般向けに「地質標本館ガイドツアー」を行っている。博物館法施行規則に基づく実習の受け入れも行っている。全国科学博物館協議会および茨城県博物館協会加盟。2023年3月現在の館長は森田澄人。
2021年10月23日に放映されたNHK『ブラタモリ（つくば編）』にて本館が紹介された。